# Trixoscelis cinerea
Trixoscelis cinerea är en tvåvingeart som först beskrevs av Daniel William Coquillett 1902.  Trixoscelis cinerea ingår i släktet Trixoscelis och familjen myllflugor. Inga underarter finns listade i Catalogue of Life.